# Église paléochrétienne de Chassey-lès-Montbozon
L'église paléochrétienne de Chassey-lès-Montbozon est un ancien bâtiment cultuel situé à Chassey-lès-Montbozon, dans la Haute-Saône.
Datant certainement du VIe siècle, l'église a été en usage jusqu'au XIe siècle. Elle était le centre religieux d'une importante communauté locale. Les fouilles ont livré d'un important mobilier et ont mis en évidence une vaste nécropole mérovingienne dans l'église et tout autour.

## Localisation
L'église, à l'époque moderne, se trouve au centre du lac de Bonnal, sur un îlot relié aux rives par des chaussées. L'exploitation des sablières sur le site du lac a façonné plusieurs étangs artificiels, laissant subsister au centre la partie émergée qui supporte l'église.
Le lac se trouve, quant à lui, sur la rive droite de l'Ognon ; il porte le nom de lac de Bonnal bien qu'il fasse partie de la commune de Chassey-lès-Montbozon, dans le département de la Haute-Saône, Bonnal se situant dans le Doubs, sur la rive gauche de la rivière qui fait office de limite départementale.

## Description

### L'église

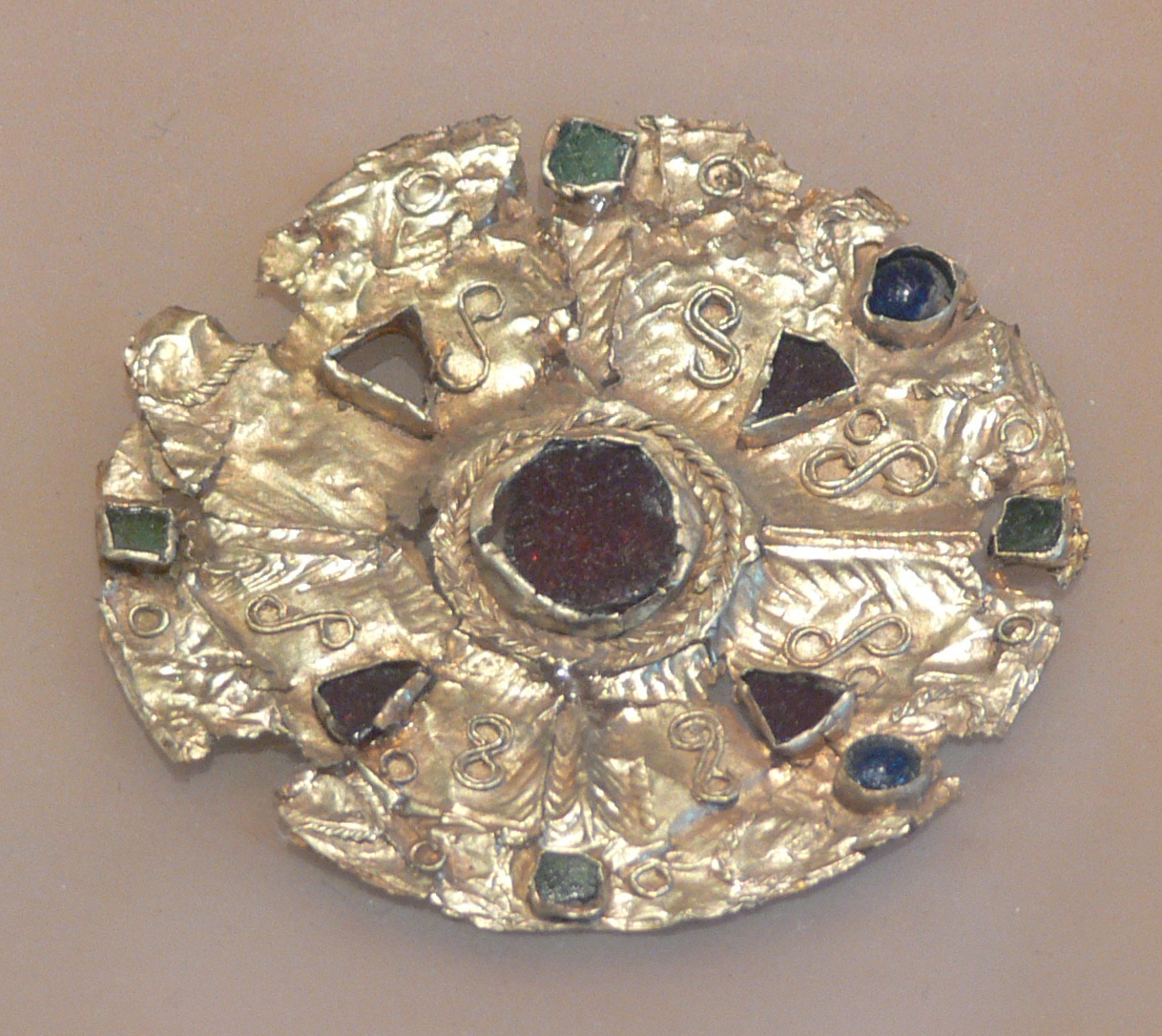
Fibule discoïde.

Une église primitive se compose d'une nef assez courte (15 × 10 m) terminée à l'est par une abside en forme de demi-cercle outrepassé ; un massif de maçonnerie au centre de cette abside peut être le vestige d'un autel. Deux pièces rectangulaires mais asymétriques sont ensuite ajoutées de part et d'autre de la nef puis de l'abside. Enfin, une chapelle funéraire, elle-même pourvue d'une abside plus profonde que large, est ajoutée au sud. Le plan général de l'édifice est très proche de celui de la première église de Romainmôtier en Suisse.
La faible épaisseur des fondations des murs porteurs (0,50 m) suggère qu'elles servaient de base à des parois en bois renforcées par des poteaux qui supportaient une toiture légère, aucune tuile n'étant retrouvée sur place.
Au centre de la nef, la fonction initiale d'un bassin circulaire d'environ 4 m de diamètre est inconnue, mais il a été réutilisé comme four à chaux pour le traitement des pierres de l'édifice démoli .

### La nécropole
Cent soixante-cinq sarcophages ont été trouvés dans l'église ou à proximité immédiate, mais tous ont été pillés ; ils sont datés des VIe et VIIe siècles. Ils sont le plus fréquemment monolithes, la cuve et le couvercle étant chacun composés d'une seule pièce creusée, mais il existe quelques sarcophages dont la cuve est faite de dalles cimentées.

## Fouilles et mise en valeur

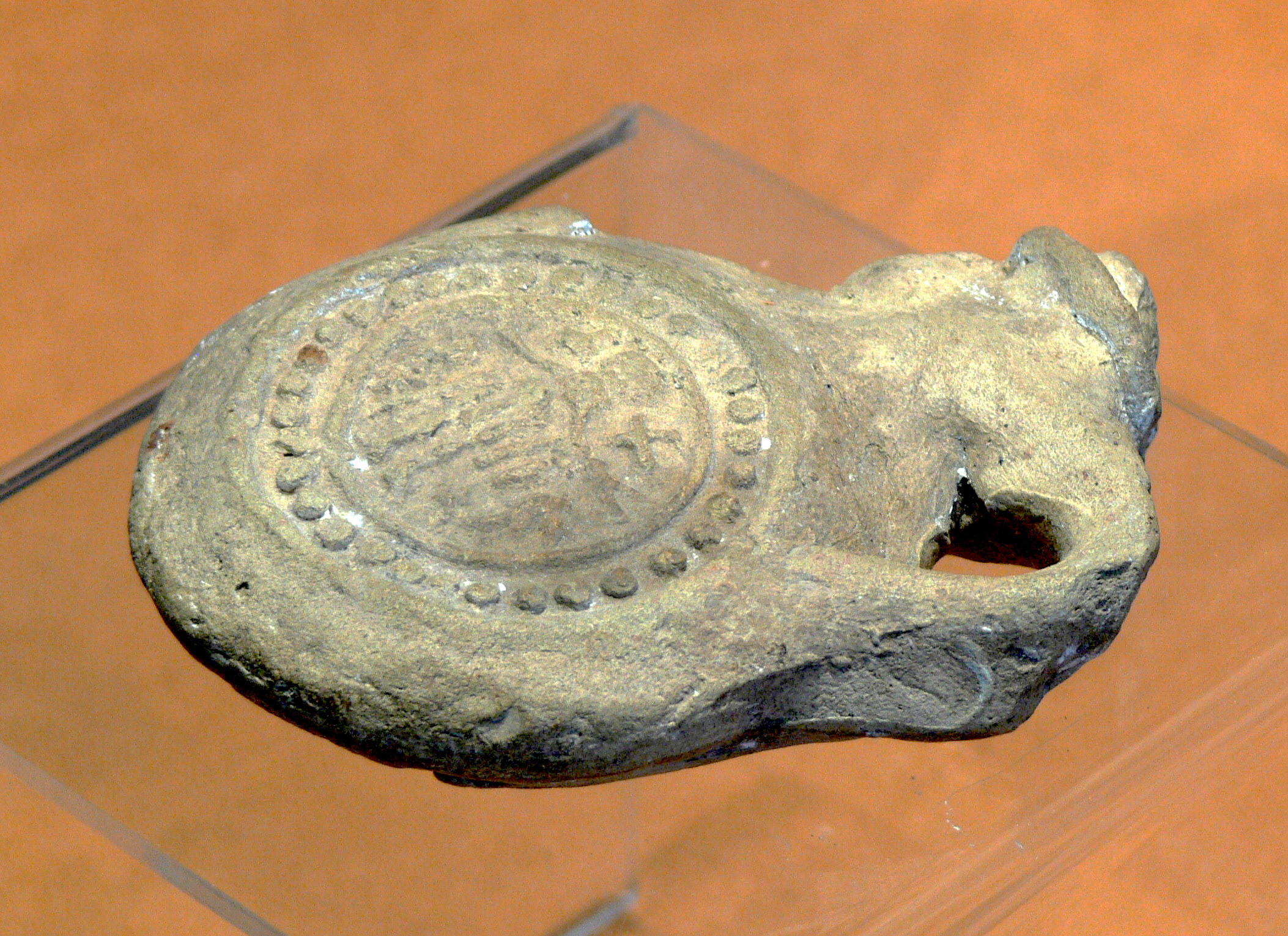
La présence d'une ampoule de saint Ménas démontre l'existence de relations avec l'Orient.

L'église est découverte en 1967 lors de travaux d'agrandissement d'une sablière mais une partie des vestiges est déjà détruite par ces travaux. Elle fait l'objet de campagnes annuelles de fouilles de sauvetage entre 1967 et 1974, menées par Jean-Louis Odouze.
On y découvre un important matériel archéologique (fibules, armes, céramique…) qui prouve que le site est occupé depuis longtemps (outils néolithiques, parures laténiennes).
Le bâtiment fait l’objet d’un classement au titre des monuments historiques depuis le 2 février 1981.
Elle appartient toujours à un propriétaire privé et fait l'objet d'une mise en valeur touristique.
En 1992, un bâtiment est construit au-dessus des vestiges de l'église et de la nécropole.